# Wenzenbach
Wenzenbach je obec v německé spolkové zemi Bavorsko, v zemském okrese Řezno ve vládním obvodu Horní Falc.
V roce 2014 zde žilo 8 409 obyvatel.

## Poloha
Sousední obce jsou: Bernhardswald, Řezno, Tegernheim a Zeitlarn.